# Oles Berdnyk
Oleksandr (Oles) Pavlovych Berdnyk (en ukrainien : Олександр (Олесь) Павлович Бердник; 27 novembre 1926, officiellement 25 décembre 1927 - 18 mars 2003) est un écrivain ukrainien de science-fiction, futuriste et mondialiste, philosophe et théologien, soldat de l'Armée rouge pendant la Seconde Guerre mondiale, et fait prisonnier politique dans les camps soviétiques. Il a écrit plus de 20 romans et nouvelles qui ont été traduits dans de nombreuses langues, dont l'anglais, l'allemand, le français, le russe et le hongrois.
Il est membre fondateur du Groupe ukrainien d'Helsinki et dirigeant de l'Association humaniste ukrainienne "République spirituelle ukrainienne".